# الورن، گاماشاسیکوی
الورن، گاماشاسیکوی (به لاتین: Alören, Gümüşhacıköy) یک منطقهٔ مسکونی در ترکیه است که در استان آماسیه واقع شده‌است.